# ویکی لیتا
ویکی لیتا (انگلیسی: Vicky Latta؛ زادهٔ ۱۰ ژوئن ۱۹۵۱) وکیل، و سوارکار اهل نیوزیلند است.